# Primera División de Chipre 2015-16
La Primera División de Chipre 2015-16 fue la temporada 77.ª de la liga de fútbol de primer nivel chipriota. Comenzó el 22 de agosto de 2015 y terminó el 15 de mayo de 2016. APOEL revalidó su título anterior.
Para esta edición la liga se amplió de 12 a 14 equipos, compuesta de once equipos de la temporada 2014-15 y tres equipos ascendidos desde la Segunda División 2014-15.

## Ascensos y descensos
Othellos Athienou descendió al final de la segunda fase de la temporada 2014-15 después de terminar en el último lugar de la tabla del grupo de descenso.
El descendido fue reemplazado por el campeón de la Segunda División Enosis Neon Paralimni, el subcampeón de Paphos FC y el tercer clasificado, el Aris Limassol.
| Pos | Descendidos de la Primera División |
| --- | ---------------------------------- |
| 12° | Othellos Athienou                  |

| Pos | Ascendidos de la Segunda División |
| --- | --------------------------------- |
| 1º  | Enosis Neon Paralimni             |
| 2º  | Paphos                            |
| 3º  | Aris Limassol                     |

## Sistema de competición
Los catorce equipos participantes jugaron entre sí todos contra todos dos veces totalizando 26 partidos cada uno, al término de la fecha 26 los seis primeros clasificados pasaron a integrar el Grupo campeonato, los otros seis integraron el Grupo descenso y los 2 últimos descendieron a la Segunda División de Chipre 2016-17.
En el grupo campeonato los seis clubes se volvieron a enfrentar entre sí, dos veces, totalizando 36 partidos cada uno, al término, el primer clasificado se coronó campeón y clasificó a la segunda ronda de la Liga de Campeones 2016-17, mientras que el segundo y el tercer clasificado obtuvieron un cupo para la primera ronda de la Liga Europa 2016-17,
En el grupo descenso los seis clubes se volvieron a enfrentar entre sí, dos veces, totalizando 36 partidos cada uno, al término el último clasificado descendió a la Segunda División de Chipre 2016-17
Un tercer cupo para la tercera ronda de la Liga Europa 2016-17 fue asignado al campeón de la Copa de Chipre.

## Equipos participantes
| Club                   | Ciudad           | Estadio              | Capacidad |
| ---------------------- | ---------------- | -------------------- | --------- |
| AEK Larnaca            | Larnaca          | GSZ Stadium          | 13,032    |
| AEL Limassol           | Limassol         | Tsirion Stadium      | 13,331    |
| Anorthosis Famagusta   | Larnaca          | Antonis Papadopoulos | 10,230    |
| APOEL Nicosia          | Nicosia          | GSP Stadium          | 22,859    |
| Apollon Limassol       | Limassol         | Tsirion Stadium      | 13,331    |
| Aris Limassol          | Limasol          | Tsirion Stadium      | 13,331    |
| Ayia Napa              | Ayia Napa        | Municipal            | 2,000     |
| Doxa Katokopias        | Katokopia        | Estadio Makario      | 16,000    |
| Enosis Neon Paralimni  | Paralimni        | Estadio Paralimni    | 5,800     |
| Ermis Aradippou        | Larnaca          | Dasaki Stadium       | 7,000     |
| Ethnikos Achna         | Achna, Famagusta | Dasaki Stadium       | 7,000     |
| Nea Salamina Famagusta | Larnaca          | Ammochostos Stadium  | 5,500     |
| Omonia Nicosia         | Nicosia          | GSP Stadium          | 22,859    |
| Paphos                 | Pafos            | Pafiako Stadium      | 10,000    |

## Primera fase

### Tabla de posiciones
| Pos. | Equipo                 | Pts. | PJ | G  | E | P  | GF | GC | Dif. | Clasificación 2016-17               |
| ---- | ---------------------- | ---- | -- | -- | - | -- | -- | -- | ---- | ----------------------------------- |
| 1    | APOEL Nicosia          | 62   | 26 | 20 | 2 | 4  | 72 | 18 | +54  | Ronda por el campeonato             |
| 2    | AEK Larnaca            | 61   | 26 | 19 | 4 | 3  | 47 | 17 | +30  | Ronda por el campeonato             |
| 3    | Anorthosis Famagusta   | 52   | 26 | 15 | 7 | 4  | 48 | 22 | +26  | Ronda por el campeonato             |
| 4    | Omonia Nicosia         | 49   | 26 | 14 | 7 | 5  | 46 | 24 | +22  | Ronda por el campeonato             |
| 5    | Apollon Limassol       | 49   | 26 | 14 | 7 | 5  | 41 | 24 | +17  | Ronda por el campeonato             |
| 6    | Nea Salamina Famagusta | 33   | 26 | 8  | 9 | 9  | 37 | 52 | −15  | Ronda por el campeonato             |
| 7    | Aris Limassol          | 31   | 26 | 8  | 7 | 11 | 29 | 31 | −2   | Ronda por la permanencia            |
| 8    | AEL Limassol           | 31   | 26 | 9  | 4 | 13 | 22 | 32 | −10  | Ronda por la permanencia            |
| 9    | Doxa Katokopias        | 30   | 26 | 7  | 9 | 10 | 31 | 41 | −10  | Ronda por la permanencia            |
| 10   | Pafos                  | 27   | 26 | 6  | 9 | 11 | 35 | 47 | −12  | Ronda por la permanencia            |
| 11   | Ethnikos Achna         | 24   | 26 | 5  | 9 | 12 | 27 | 43 | −16  | Ronda por la permanencia            |
| 12   | Ermis Aradippou        | 24   | 26 | 6  | 6 | 14 | 22 | 40 | −18  | Ronda por la permanencia            |
| 13   | Enosis Neon Paralimni  | 20   | 26 | 4  | 8 | 14 | 28 | 47 | −19  | Descenso a Segunda División 2016-17 |
| 14   | Ayia Napa              | 6    | 26 | 0  | 6 | 20 | 17 | 64 | −47  | Descenso a Segunda División 2016-17 |

Actualizado a los partidos jugados el 3 de marzo de 2016.
 Fuente: Soccerway

### Tabla de resultados cruzados
| Local \ Visitante      | AEK | AEL | ANO | APO | APL | ARI | AYI | DOX | ERM | ENO | ETH | NEA | OMO | PAF |
| ---------------------- | --- | --- | --- | --- | --- | --- | --- | --- | --- | --- | --- | --- | --- | --- |
| AEK Larnaca            | —   | 0–2 | 1–0 | 2–2 | 6–1 | 2–1 | 3–1 | 2–0 | 2–0 | 2–1 | 1–0 | 1–2 | 2–1 | 3–0 |
| AEL Limassol           | 0–1 | —   | 0–1 | 0–1 | 0–2 | 1–2 | 1–0 | 4–0 | 1–0 | 0–2 | 1–0 | 0–2 | 2–1 | 0–0 |
| Anorthosis Famagusta   | 1–1 | 2–0 | —   | 1–2 | 3–2 | 2–1 | 2–2 | 2–1 | 4–0 | 2–0 | 3–0 | 2–1 | 0–0 | 5–1 |
| APOEL Nicosia          | 1–2 | 6–0 | 0–2 | —   | 0–1 | 4–0 | 3–0 | 1–2 | 2–0 | 3–0 | 3–0 | 6–1 | 2–0 | 6–2 |
| Apollon Limassol       | 0–0 | 1–0 | 3–0 | 0–1 | —   | 2–1 | 4–0 | 2–1 | 0–0 | 2–1 | 5–2 | 3–0 | 0–0 | 3–1 |
| Aris Limassol          | 0–1 | 0–1 | 0–0 | 1–2 | 2–2 | —   | 2–0 | 1–1 | 1–1 | 2–1 | 2–0 | 2–0 | 0–1 | 1–0 |
| Ayia Napa              | 1–3 | 0–1 | 1–7 | 0–1 | 0–3 | 0–4 | —   | 2–2 | 0–1 | 0–2 | 2–3 | 1–3 | 1–2 | 1–1 |
| Doxa Katokopias        | 0–3 | 2–1 | 1–1 | 0–1 | 1–3 | 2–1 | 2–0 | —   | 2–1 | 2–1 | 1–1 | 1–2 | 0–1 | 1–3 |
| Ermis Aradippou        | 0–3 | 2–1 | 2–0 | 1–5 | 1–2 | 0–0 | 0–0 | 2–2 | —   | 2–1 | 1–2 | 1–2 | 0–1 | 2–1 |
| Enosis Neon Paralimni  | 0–1 | 2–2 | 0–2 | 0–5 | 0–0 | 2–2 | 2–2 | 0–1 | 0–1 | —   | 2–1 | 2–2 | 1–4 | 2–1 |
| Ethnikos Achna         | 0–2 | 0–0 | 1–1 | 1–3 | 2–0 | 1–2 | 2–0 | 2–2 | 2–2 | 0–0 | —   | 2–2 | 1–0 | 1–1 |
| Nea Salamina Famagusta | 0–0 | 1–2 | 1–3 | 0–9 | 2–0 | 0–0 | 2–2 | 0–0 | 3–2 | 3–1 | 2–2 | —   | 0–2 | 1–1 |
| Omonia Nicosia         | 3–1 | 4–2 | 0–0 | 2–2 | 0–0 | 2–1 | 4–0 | 1–1 | 1–0 | 2–2 | 2–1 | 5–3 | —   | 6–0 |
| Pafos                  | 0–2 | 0–0 | 1–2 | 0–1 | 0–0 | 3–0 | 4–1 | 3–3 | 2–0 | 3–3 | 3–0 | 2–2 | 2–1 | —   |

## Ronda por el campeonato

### Clasificación
| Pos. | Equipo                 | Pts. | PJ | G  | E  | P  | GF | GC | Dif. | Clasificación 2016–17                 |
| ---- | ---------------------- | ---- | -- | -- | -- | -- | -- | -- | ---- | ------------------------------------- |
| 1    | APOEL Nicosia (C)      | 83   | 36 | 26 | 5  | 5  | 91 | 26 | +65  | Segunda ronda de la Liga de Campeones |
| 2    | AEK Larnaca            | 75   | 36 | 23 | 6  | 7  | 61 | 34 | +27  | Primera ronda de la Liga Europa       |
| 3    | Apollon Limassol       | 68   | 36 | 19 | 11 | 6  | 61 | 36 | +25  | Tercera ronda de la Liga Europa       |
| 4    | Omonia Nicosia         | 67   | 36 | 20 | 7  | 9  | 63 | 34 | +29  | Primera ronda de la Liga Europa       |
| 5    | Anorthosis Famagusta   | 59   | 36 | 16 | 11 | 9  | 57 | 41 | +16  |                                       |
| 6    | Nea Salamina Famagusta | 37   | 36 | 9  | 10 | 17 | 44 | 41 | +3   |                                       |

Actualizado a los partidos jugados el 15 de mayo de 2016.
 Fuente: Soccerway
Notas:
1. ↑  Tras ganar la Copa de Chipre el Apollon Limassol recibe un cupo para la tercera ronda de la Liga Europea 2016-17.

### Tabla de resultados cruzados
| Local \ Visitante      | AEK | ANO | APO | APL | NEA | OMO |
| ---------------------- | --- | --- | --- | --- | --- | --- |
| AEK Larnaca            | —   | 3–2 | 0–3 | 2–2 | 2–0 | 1–3 |
| Anorthosis Famagusta   | 0–1 | —   | 1–1 | 1–1 | 1–1 | 0–3 |
| APOEL Nicosia          | 2–0 | 2–2 | —   | 2–2 | 4–1 | 2–1 |
| Apollon Limassol       | 2–2 | 4–1 | 1–0 | —   | 2–1 | 1–2 |
| Nea Salamina Famagusta | 3–2 | 0–1 | 0–1 | 0–3 | —   | 1–2 |
| Omonia Nicosia         | 0–1 | 3–0 | 0–2 | 1–2 | 2–0 | —   |

## Ronda por la permanencia

### Clasificación
| Pos. | Equipo          | Pts. | PJ | G  | E  | P  | GF | GC | Dif. | Clasificación 2016–17                            |
| ---- | --------------- | ---- | -- | -- | -- | -- | -- | -- | ---- | ------------------------------------------------ |
| 1    | AEL Limassol    | 47   | 36 | 14 | 7  | 15 | 38 | 43 | −5   |                                                  |
| 2    | Ermis Aradippou | 42   | 36 | 11 | 9  | 16 | 36 | 52 | −16  |                                                  |
| 3    | Doxa Katokopias | 41   | 36 | 10 | 11 | 15 | 46 | 59 | −13  |                                                  |
| 4    | Aris Limassol   | 41   | 36 | 10 | 11 | 15 | 43 | 46 | −3   |                                                  |
| 5    | Ethnikos Achna  | 39   | 36 | 9  | 12 | 15 | 43 | 57 | −14  |                                                  |
| 6    | Pafos           | 36   | 36 | 8  | 12 | 16 | 41 | 58 | −17  | Descenso a la Segunda División de Chipre 2016-17 |

Actualizado a los partidos jugados el 15 de mayo de 2016.
 Fuente: Soccerway
Notas:
1. ↑  El 8 de abril de 2016, la Asociación de Chipre le dedujo 2 puntos al AEL Limassol, por no cumplir con los criterios financieros de la UEFA[2]

### Tabla de resultados cruzados
| Local \ Visitante | AEL | ARI | DOX | ERM | ETH | PAF |
| ----------------- | --- | --- | --- | --- | --- | --- |
| AEL Limassol      | —   | 2–2 | 0–1 | 3–1 | 5–2 | 1–0 |
| Aris Limassol     | 0–1 | —   | 4–3 | 3–0 | 2–2 | 0–0 |
| Doxa Katokopias   | 1–2 | 1–1 | —   | 2–2 | 1–2 | 3–1 |
| Ermis Aradippou   | 1–1 | 3–1 | 3–1 | —   | 1–1 | 1–0 |
| Ethnikos Achna    | 2–0 | 2–1 | 1–2 | 0–1 | —   | 3–0 |
| Pafos             | 1–1 | 1–0 | 2–0 | 0–1 | 1–1 | —   |

## Máximos goleadores
Detalle con los máximos goleadores de la Primera División de Chipre, de acuerdo con los datos oficiales de la Asociación de Fútbol de Chipre.
- Datos según la página oficial de la competición.

| Pos. | Jugador            | Club                 | Goles |
| ---- | ------------------ | -------------------- | ----- |
| 1    | Fernando Cavenaghi | APOEL Nicosia        | 19    |
| 1    | André Alves        | AEK Larnaca          | 19    |
| 1    | Dimitar Makriev    | Nea Salamina         | 19    |
| 4    | Dino Ndlovu        | Anorthosis Famagusta | 17    |
| 5    | Tomás De Vincenti  | APOEL Nicosia        | 15    |
| 5    | Cillian Sheridan   | Omonia Nicosia       | 15    |
| 5    | André Schembri     | Omonia Nicosia       | 15    |
| 8    | Alhassane Keita    | Ermis Aradippou      | 13    |
| 9    | Georgios Efrem     | APOEL Nicosia        | 11    |
| 9    | Nassir Maachi      | Pafos                | 11    |